# Martine Dupond
Martine Dupond (ur. 19 kwietnia 1967) – francuska judoczka.
Startowała w Pucharze Świata w latach 1989-1992. Brązowa medalistka mistrzostw Europy w 1987, 1988 i 1993 i druga w drużynie w 1990. Brązowa medalistka akademickich MŚ w 1988. Wygrała igrzyska frankofońskie w 1989. Mistrzyni Francji w 1987, 1988, 1989, 1991 i 1993 roku.